# Joseph Hilarius Eckhel

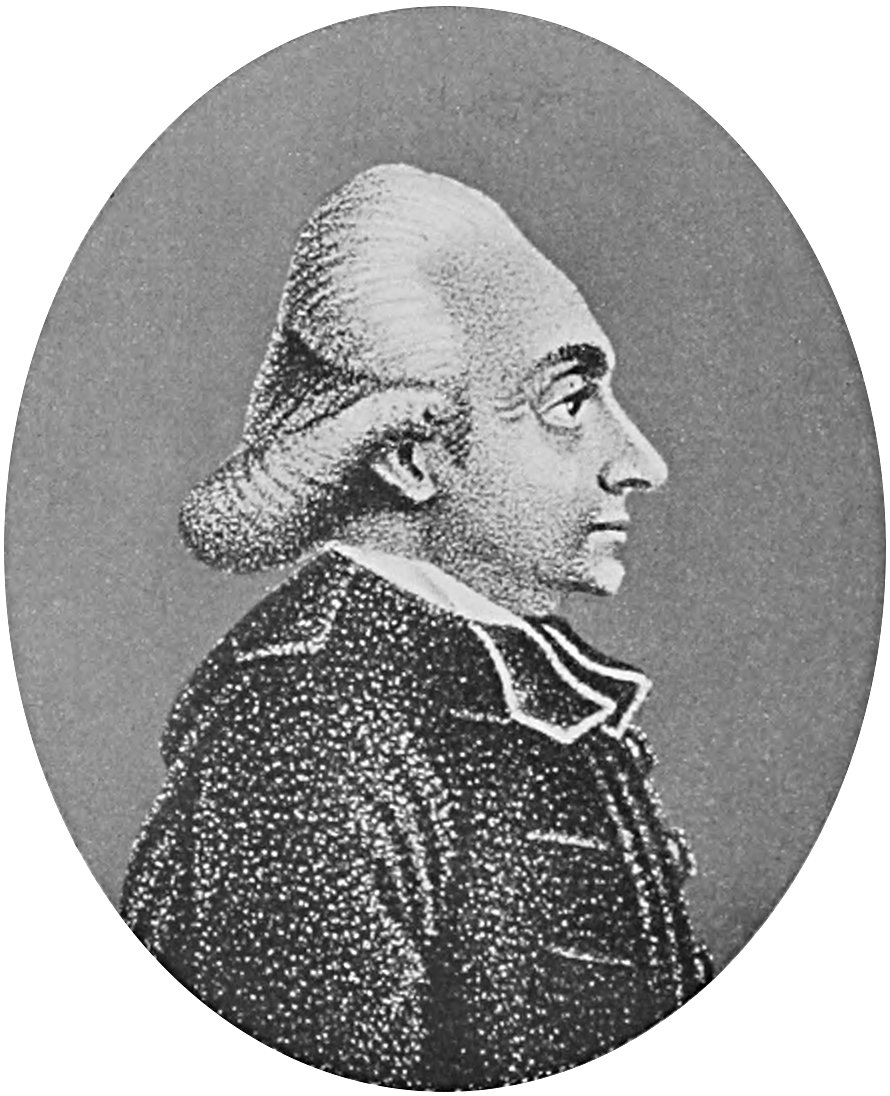
Joseph Hilarius Eckhel

Joseph Hilarius Eckhel, född 13 januari 1737, död 16 maj 1798, var en tysk numismatiker.
Eckhel var medlem av jesuitorden, från 1774 chef för det kejserliga myntverkets antika avdelning i Wien. Eckhels främsta verk är Doctrina numorum veterum (8 band, 1792-98), där första gången en verklig grund lades för studiet i antik numismatik. Eckhel kan därigenom betecknas som en av den vetenskapliga numismatikens grundläggare.
- Doctrina Numorum Veterum. 8 vol. Degen m fl, Wien 1792–1798;
  - Del 1: De Numis Urbium, Populorum, Regum. Vol 1: Continens Prolegomena Generalia, tum Numos Hispaniae, Galliae, Britanniae, Germaniae, Italiae, cum Insulis. Degen, Wien 1792 (Open Access urn:nbn:se:alvin:portal:record-339075);
  - Del 1: De Numis Urbium, Populorum, Regum. Vol 2: Reliquas Europae Regiones cum Parte Asiae Minoris. Degen, Wien 1792 (Open Access urn:nbn:se:alvin:portal:record-339018);
  - Del 1: De Numis Urbium, Populorum, Regum. Vol 3: Reliquam Asiam Minorem, et Regiones deinceps in Ortum sitas. Degen, Wien 1794 (Open Access urn:nbn:se:alvin:portal:record-339342);
  - Del 1: De Numis Urbium, Populorum, Regum. Vol 4: Continens Aegyptum, et Regiones Africae deinceps in occasum sitas. Observata Generalia ad partem I. huius Operis, et Indices in Partem I. Camesina, Wien 1794 (Open Access urn:nbn:se:alvin:portal:record-339013);
  - Del 2: De Moneta Romanorum. Vol 5: Continens Numos Consulares et Familiarum subiectis Indicibus. Camesina, Wien 1795 (Open Access urn:nbn:se:alvin:portal:record-339004);
  - Del 2: De Moneta Romanorum. Vol 6: Continens Numos Imperatorios a Iulio Caesare usque ad Hadrianum eiusque Familiam. Camesina, Wien 1796 (Open Access urn:nbn:se:alvin:portal:record-339040);
  - Del 2: De Moneta Romanorum. Vol 7: Continens Numos Imperatorios ab Antonio Pio usque ad Imperium Diocletiani. Camesina, Wien 1797 (Open Access urn:nbn:se:alvin:portal:record-339054);
  - Del 2: De Moneta Romanorum. Vol 8: Continens Numos Imperatorios, qui supersunt, pseudomonetam, Observata Generalia in Partem II et Indices in Volumina VI VII VIII. Camesina, Wien 1798 (Open Access urn:nbn:se:alvin:portal:record-339044).